# Кампури-Сурдук (Хунедоара)
Кампури-Сурдук (рум. Câmpuri-Surduc) насеље је у Румунији у округу Хунедоара у општини Гурасада. Oпштина се налази на надморској висини од 178 m.

## Становништво
Према подацима из 2002. године у насељу је живело 394 становника, од којих су сви румунске националности.